# Ernst Körting (Ingenieur)

Ernst Körting

Ernst Körting (* 12. Februar 1842 in Hannover; † 4. Januar 1921 in Hannover) war ein deutscher Ingenieur und Unternehmer. Er war ein Pionier der Strahlpumpentechnik und entwickelte einen der ersten funktionierenden Injektoren. Auch durchschaute er fast zeitgleich und unabhängig von Gustav de Laval das Prinzip der Überschalldüse, die heute aber als Lavaldüse bekannt ist.

## Leben

### Familie

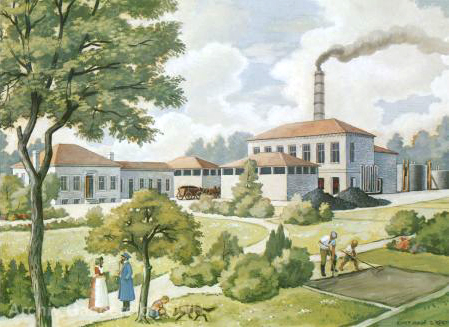
Ölgemälde vom Beginn der Imperial Continental Gas Association (ICGA) an der Glocksee, signiert: „I. Körting 1922, in obigem Wohnhause geboren 1834“
(Original im Besitz des Deutschen Museums in München)

Ernst Körting wurde als Sohn des ersten Direktors der hannoverschen Gaswerke, seinerzeit noch die Imperial Continental Gas Association (ICGA), dem Kaufmann Friedrich Ernst Körting (1803–1882) und seiner Ehefrau Sophie (1802–1869), Tochter des hannoverschen Hofmöbeltischlers Johann Heinrich Meyer und der Catharine Sophie Amalie Corneils, in die Familie Körting hineingeboren. Seine Brüder waren der spätere Gaswerkdirektor Leonhard Körting und Berthold Körting, mit dem er später in Hannover das Unternehmen Gebrüder Körting begründete.
In erster Ehe heiratete er 1875 in Wien die Maria Matyas (1850–1884), in zweiter Ehe 1885 in Karlsruhe die Luise Marie, geborene Reuter (1843–1915), Witwe des Louis Doelling (1843–78), Inhaber der in Karlsruhe ansässigen Firma Raupp & Doelling.
Aus erster Ehe erwuchsen Körting drei Töchter, darunter Irma Marie (1876–1970), die 1898 den Ingenieur Gustav Fusch (1871–1943) ehelichte, den Direktor und Vorstand der Körting Maschinen- und Apparatebau-AG, sowie Helene (1879–1970) die Adalbert Fischer heiratete, einen Industrieller in Philadelphia.

### Werdegang
Körting besuchte das Polytechnikum Hannover, das er mit 22 Jahren in der Fachrichtung Eisenbahnwesen abschloss. 1861 wurde er dort bei der damaligen Landsmannschaft Obotritia (nachmals Corps Obotritia Darmstadt) aktiv. Nach Abschluss seiner Ausbildung arbeitete er in verschiedenen Ländern Europas. 1871 gründete er zusammen mit seinem Bruder Berthold Körting das Unternehmen Gebrüder Körting, wobei Ernst Körting die technische Leitung übernahm, während sich sein Bruder auf das Kaufmännische konzentrierte. Das Unternehmen war lange Zeit führend in Deutschland und Europa bei der Strahlpumpen-Technik und existiert noch heute.
1872 wurde Ernst Körting (Mitgliedsnummer 1996) wie sein Bruder Berthold (Mitgliedsnummer 1995) Mitglied des Vereins Deutscher Ingenieure (VDI) und des Hannoverschen Bezirksvereins des VDI. 1912 überwies er dem VDI 15000 Mark zur Förderung wissenschaftlicher Forschung.

## Ehrungen
1906 verlieh die Technische Hochschule Hannover Ernst Körting die Ehrendoktorwürde (als Dr.-Ing. E.h.). 1909 wurde er mit der Grashof-Denkmünze des Vereins Deutscher Ingenieure ausgezeichnet. Die Preußische Akademie des Bauwesens verlieh ihm die Goldene Medaille, der Verein Deutscher Eisenhüttenleute die Karl-Lueg-Denkmünze.
In Berlin, Lauenburg, Düsseldorf, Au und Fischamend sind Straßen nach Ernst Körting oder den Gebrüdern Körting benannt. In Hannover wurde nahe der Lister Meile die Straße, an der die erste Produktionsstätte lag, in Körtingstraße benannt.
In Hannover-Badenstedt gibt es eine Arbeitersiedlung, die vom Unternehmen Körting geschaffen wurde und benannt wurde in Körtingsdorf. Darüber hinaus gibt es dort eine Gebrüder-Körting-Schule.

## Schriften (Auswahl)
- Mein Lebenslauf als Ingenieur und Geschäftsmann. In: Beiträge zur Geschichte der Technik und Industrie. Jahrbuch des Vereins Deutscher Ingenieure. Bd. 1, Berlin: VDI-Verlag, (1909), S. 200–211